# Медведєв Олег Олександрович
Олег Олександрович Медведєв (нар. 3 вересня 1969, Лисичанськ, Луганська область, УРСР) — український журналіст і політтехнолог. Депутат Київської міської ради із 2008 по 2011 роки. Радник президента України Петра Порошенка із 2014 по 2019 роки; у цій ролі був спічрайтером Порошенка. Був речником виборчого штабу Порошенка у 2019 році.

## Життєпис
Народився в місті Лисичанську Луганської області. 1977 року пішов в середню міську школу № 5, де у 10 класі став старшим піонерським вожатим. Після закінчення школи був зарахований до Московського інституту міжнародних відносин. Після закінчення інституту отримав спеціальність — фахівець в галузі міжнародних відносин. У 1988–1989 рр. — проходив строкову службу у радянській армії.
З 1990 по 1992 — кореспондент інформаційного агентства «Постфактум» у Москві. З 1991 по 1994 — кореспондентом там оглядачем газети «Коммерсант». З 1994 по 2000 рр. був директором московського бюро і головним редактором газети «Киевские ведомости». Також з 1996 по 2001 працював кореспондентом, оглядачем, завідувачем відділу економіки та політики, шеф-редактором журналу «Деловые люди».
У 2001–2003 рр. обіймав посаду PR-директора української партії «Яблуко». З 2003 по 2005 рр. — консультант з питань зв'язків з громадськістю Фонду Віктора Ющенка «Україна 3000», а також його помічник-консультант на громадських засадах. З 2005 по 2007 р. обіймав посаду шеф-редактора групи сайтів «Обозреватель». З 2007 р. і дотепер є головою редакційної ради Центру інформаційних та комп'ютерних технологій. У 2005 р. та 2008 р. — радник Прем'єр-міністра України на громадських засадах.
25 липня 2014 призначений позаштатним радником Президента України Петра Порошенка. Найбільш відомий як автор промов президента. У 3 травня 2019 був звільнений з посади радника у зв'язку із закінченням повноважень Порошенка на посту президента.

## Нагороди
- Відзнака Президента України — Хрест Івана Мазепи (20 лютого 2019) — за громадянську мужність, самовіддане відстоювання конституційних засад демократії, прав і свобод людини, виявлені під час Революції Гідності, плідну громадську та волонтерську діяльність[4]

## Сім'я
Дружина — Медведєва Олена Вікторівна, 1975 року народження. У 1998 році в них народилася донька — Медведєва Ангеліна Олегівна, а у 2001 син — Медведєв Гордій Олегович.